# Milan Sesan
Milan P. Sesan (* 5. April 1910; † 7. Juni 1981) war ein rumänisch-orthodoxer Theologe, Kirchenhistoriker und Hochschullehrer.

## Leben
Sesan studierte nach dem Besuch eines vorbereitenden Seminars Orthodoxe Theologie und Kirchengeschichte. Mit einer Arbeit über die Anfänge der orthodoxen Kirche bei den Rumänen wurde er promoviert. Später erhielt er einen Lehrauftrag für Kirchengeschichte an der Lucian-Blaga-Universität Hermannstadt und habilitierte sich am dortigen Theologischen Institut. Insbesondere arbeitete er an einer Theologie der Symbole in der rumänisch-orthodoxen Kirche.
Sesan gehörte zu den Mitbegründern der Christlichen Friedenskonferenz (CFK), an deren zweiter Vorkonferenz 1959 in Prag er teilnahm. Seither arbeitete er regelmäßig an den von der CFK veranstalteten Allchristlichen Friedensversammlungen (ACFV) mit und ließ sich in deren Ausschuss zur Fortsetzung der Arbeit wählen.

## Veröffentlichungen
- Des directions des Pères ecclésiastiques En roum., 1974
- Byzantinische Präsenz an der unteren Donau im 10. bis 13. Jahrhundert, in: Dummer, Jürgen und Johannes Irmscher (Hrsg.): Byzanz in der europäischen Staatenwelt. Eine Aufsatzsammlung, Berlin: Akademie-Vlg., 1983
- Die siebenbürgische Reformation und die rumänische, in: Kirche im Osten Band 18/1975, Verlag Vandenhoeck & Ruprecht, ISBN 3525563744, 9783525563748.
- ISTORIA BISERICEASCA UNIVERSALA IOAN RAMUREANU/MILAN SESAN VOL.II
- Biserica ortodoxa in veacurile XV-XVII, in: Mitropolia Ardealuluui, 1963, nr. 11-12, p.860
- Über die Anfänge des Christentums bei den Rumänen, in: Das Altertum. Band 18, 1972, Heft 1, Herausgegeben vom Zentralinstitut für Alte Geschichte und Archäologie der Deutschen Akademie der Wissenschaften zu Berlin
- Husiţii Ortodoxia, în: «Mitropolia Moldovei şi Sucevei», XXXIV (1958), nr. 3–4, p. 218 27
- Biserica ortodoxa pina in secolul al XI-lea (Die orthodoxe Kirche bis zum 11. Jahrhundert) – MitrArd 8 (1963), S. 93ff.
- In problema initierii cirilicii romanesti (Zum Problem der Entstehung der rumänischen Kyrillica) – MitrBan (1964) fasc. 4-6, S. 275 ff.